# Marie-Anne Quattrocchi
Marie-Anne Quattrocchi, née en 1965, est une joueuse française de basket-ball.

## Biographie

### Carrière en club
Marie-Anne Quattrocchi évolue en club à l'AS Montferrandaise, puis au Stade clermontois avant d'être transférée en 1992 au CJM Bourges Basket. Elle termine sa carrière au Cavigal Nice de 1994 à 1999.

### Carrière en sélection
Elle intègre l'INSEP en septembre 1981 et joue alors en équipe de France cadettes, remportant le tournoi des 4 nations à Valenciennes, où elle est la meilleure marqueuse du tournoi avant d'être appelée pour disputer le championnat d'Europe cadettes 1982 en Finlande. Elle se fait une entorse au genou la veille de la cérémonie d'ouverture qui l'écarte des terrains, tandis que les Françaises termineront à la septième place
Elle joue 61 matchs pour l'équipe de France entre 1985 et 1992, inscrivant 177 points.